# Kartell Roter Burschenschaften
Das Kartell Roter Burschenschaften, oder auch kurz KRB genannt, ist ein loser Zusammenschluss zwischen vier Burschenschaften der ehemaligen Roten Richtung, die sich den Austausch der Burschenschaftlichen Arbeit zum Ziel gesetzt haben.

## Das „Rote Prinzip“
Im Gegensatz zum „weißen Prinzip“ steht das sogenannte Rote Prinzip für weniger Dekadenz und Luxus, eine einfache Lebensform und für das wissenschaftliche Streben.
Durch den Krieg 1870/71 drohte eine Verflachung der Burschenschaftlichen Bewegung; zudem herrschte ein Mangel an Gemeingeist und Verantwortungsgefühl vor. So kam es 1883 dann zur Gründung der Reformburschenschaft Neogermania Berlin, die als Impuls für weitere Neugründungen von Reformburschenschaften galt. Der Dachverband dieser Burschenschaften wurde der Allgemeine Deutsche Burschenbund. Die Ziele dieser Burschenschaften waren vereinfachend: Die Pflege der burschenschaftlichen Geschichte, Pflege eines partei- und kirchenpolitisch ungebundenen Patriotismus bei Gleichberechtigung aller Deutschfühlenden ohne Rassenunterschied, gegen Antisemitismus. Hinzu kamen Vorschriften zur körperlichen Ertüchtigung und die „Gleichberechtigung von Bursch und Fux“.
Der ADB löste sich auf, jedoch blieben die wichtigsten Grundsätze der Reformburschenschaften durch die Mitglieder der Roten Richtung erhalten.

## Kennzeichen/Grundsätze
Das Kartell Roter Burschenschaften soll, unter Aufrechterhaltung der Selbständigkeit jeder einzelnen Burschenschaft, der Pflege freundschaftlicher Beziehungen und engem Gedankenaustausch einschließlich der Förderung der persönlichen Kontaktaufnahme der Mitglieder untereinander dienen.

## Ziele
Ziel des Kartells Roter Burschenschaften ist die Betonung und Belebung, Festigung und Verwirklichung altburschenschaftlicher Grundsätze.

## Erstrebungen
- Verbreitung burschenschaftlichen Gedankengutes in allen akademischen Kreisen.
- Lebendige Teilnahme an den Vorgängen des politischen Lebens und ihre Behandlung auf wissenschaftlich-politischen Kränzchen, ständiger Einsatz für die Freiheit und Einheit Deutschlands unter abendländisch europäischer Zielsetzung bei Betonung der deutschen Schicksalsgemeinschaft mit allen gleichgesinnten Kreisen, jedoch unter Ablehnung gemeinschaftlicher Betätigung und Festlegung in parteipolitischer Hinsicht.
- Ablehnung eines einseitigen Waffenstudententums und aller Übertreibungen in Auftreten und Aufwand, Einhaltung einfacher Lebensformen.
- Straffe Erziehung und Selbsterziehung der Bundesbrüder auf der Grundlage burschenschaftlich-studentischer Überlieferung, allgemein zu Haltung und Selbstbeherrschung, sittlich zu einwandfreier Lebensführung, körperlich zu Mut und Tüchtigkeit unter Eintreten für die Bestimmungsmensur als Erziehungsmittel.
- Bekämpfung aller das deutsche Volk bedrohenden Einflüsse.

## Geschichte
Hervorgegangen aus erhalten gebliebenen Freundschaftsverhältnissen des alten Norddeutschen Kartells von 1855–1872 entstand am 10. Januar 1920 die Rote Richtung, erneuert als altburschenschaftliche Arbeitsgemeinschaft am 14. Juni 1951, aufgelöst am 5. Juli 1982 und am 2. Juni 2001 wiederbegründet. Die verbliebenen beiden Burschenschaften der Roten Richtung (Burschenschaft Holzminda Göttingen und Straßburger Burschenschaft Arminia zu Tübingen) schlossen sich am 10. Februar 2008 mit der Würzburger Burschenschaft Arminia, einer ehemaligen Burschenschaft der Roten Richtung, zum Kartell Roter Burschenschaften zusammen.

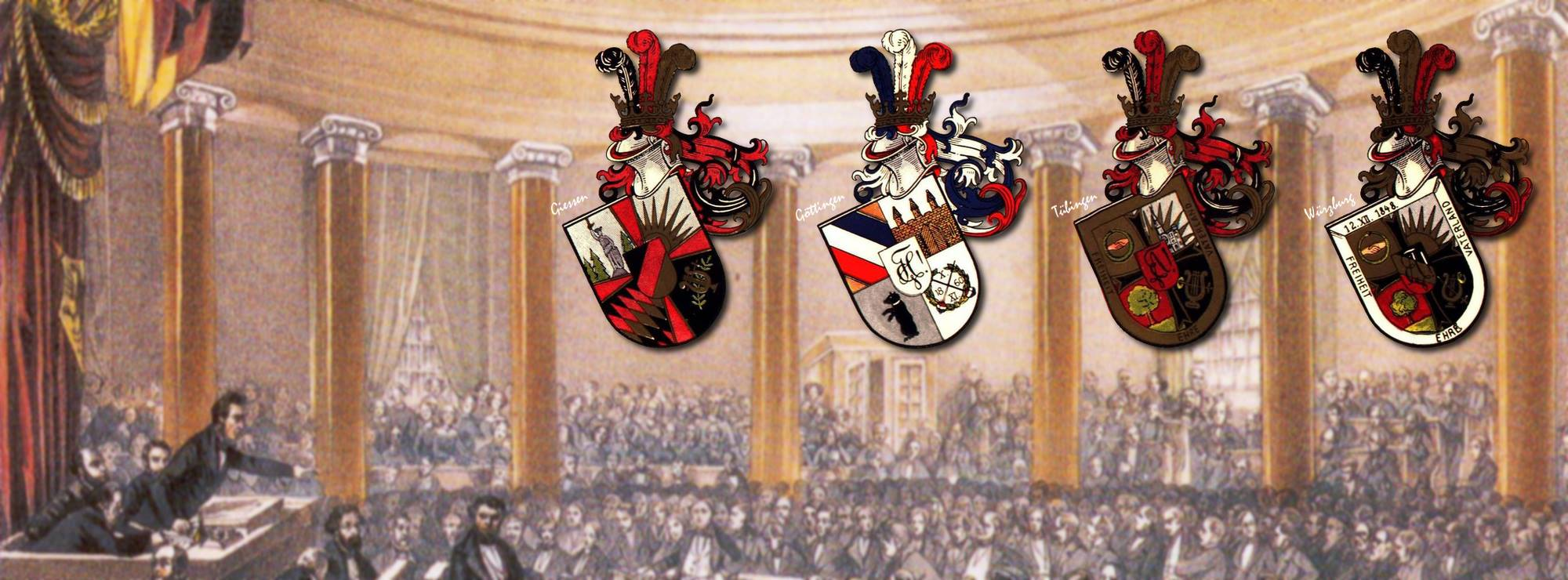
Wappen der einzelnen Mitgliedsbünde: Gießener Burschenschaft Germania, Göttinger Burschenschaft Holzminda, Straßburger Burschenschaft Arminia zu Tübingen, Würzburger Burschenschaft Arminia

Um die Gründung machte sich insbesondere Daniel Krieger (Mitglied der Straßburger Burschenschaft Arminia zu Tübingen) verdient, der sich nach Jahren der bloßen Treffen mit der Burschenschaft Arminia Würzburg im Rahmen der sogenannten Vierer-Treffen ehemaliges Freundschaftstreffen der Burschenschaften Schlägel und Eisen Clausthal, Marchia Bonn, Arminia Würzburg und Arminia Straßburg entschloss, die Würzburger Burschenschaft Arminia zu motivieren, einen Verbund aus den verbliebenen Bünden und ehemaligen Bünden der Roten Richtung zu gründen. Nach mehreren organisierten Treffen in Tübingen und gegenseitigen Besuchen in den jeweiligen Universitätsstädten nahm das Unternehmen Gestalt an. Ebenfalls unterstützend wirkte das Engagement von Gernot Stengel (Mitglied der Gießener Burschenschaft Germania und der Straßburger Burschenschaft Arminia zu Tübingen), der aus Sicht der Altherrenschaft ideell die Tore für die Gründung öffnete und die Aktivitas darin bestärkte. Insbesondere ermutigte er auch seinen Erstbund Germania Gießen in dieser Sache Kontakt aufzunehmen.

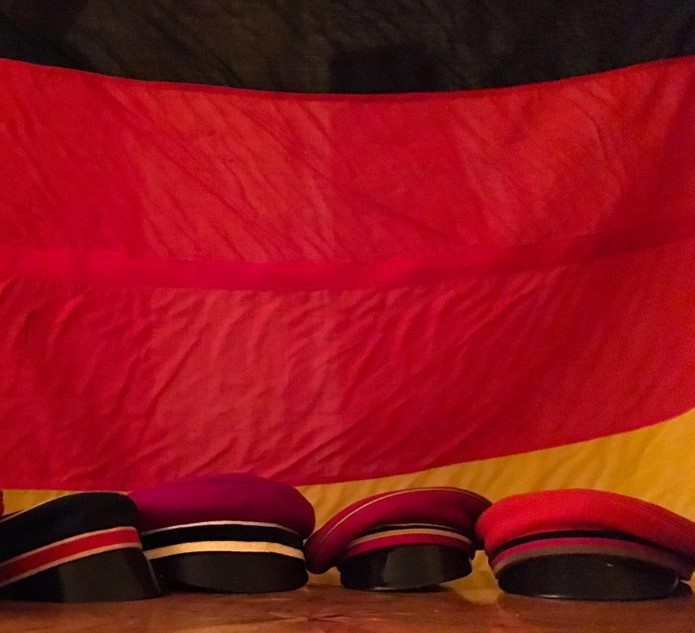
Mützen der einzelnen Mitgliedsbünden

## Mitglieder
Heute gehören dem „Kartell Roter Burschenschaften (KRB)“ folgende Burschenschaften an
- Würzburger Burschenschaft Arminia (gegründet 12. Dezember 1848)
- Gießener Burschenschaft Germania (gegründet 14. August 1851)
- Burschenschaft Holzminda Göttingen (gegründet 10. November 1860)
- Straßburger Burschenschaft Arminia zu Tübingen (gegründet 18. Januar 1886)